# باغستان عليا
باغستان عليا (بالفارسية: باغستان علیا) هي مستوطنة تقع في Baghestan Rural District في إيران. يقدر عدد سكانها بـ 2,044 نسمة .